# Virginie Amélie Avegno Gautreau
Virginie Amélie Avegno Gautreau (29 de enero de 1859 – 25 de julio de 1915) nació en Nueva Orleans pero se crio desde los ocho años en Francia, donde se convirtió en una socialité parisina célebre por su belleza. Es sobre todo conocida por su retrato realizado por John Singer Sargent Retrato de Madame X (1884), el cual provocó un escándalo social cuando fue mostrado en el Salón de París.
De ascendencia criolla europea, Virginie fue llevada a los ocho años por su madre viuda a Francia en 1867 después de la Guerra de Secesión estadounidense. Fue educada en París y se casó con Pierre Gautreau, un rico banquero y empresario.

## Educación y primeros años
Gautreau nació como Virginie Amélie Avegno en Nueva Orleans, Luisiana, el 29 de enero de 1859, hija de Anatole Placide Avegno (3 de julio de 1835-7 de abril de 1862) y Marie Virginie de Ternant (1838-1910), descendiente de la nobleza francesa, en Parlange Plantation. Tuvo una hermana, Valentine Marie (1861-1866), que murió niña de fiebre amarilla. Sus padres eran criollos blancos; su padre Anatole era hijo de Philippe Avegno (de origen italiano) y Catherine Genois.
Su padre Anatole Avegno sirvió como comandante en el Ejército Confederado durante la Guerra de Secesión;  murió en 1862 en la Batalla de Shiloh. El comandante Avegno estaba al mando de los Zuavos de Nueva Orleans, un batallón cosmopolita que contaba con soldados de una amplia variedad de orígenes étnicos que incluían franceses, españoles, mexicanos, irlandeses, italianos, chinos, alemanes, holandeses, y filipinos.
En 1867, cuando Virginia tenía ocho años, su madre viuda se trasladó a Francia. La joven fue educada en París e introducida en la alta sociedad francesa. A los dieciocho años fue casada con Pierre Gautreau, un banquero francés y magnate naviero. Tuvieron una hija, Louise Gautreau (1879-1911).

## La Parisienne

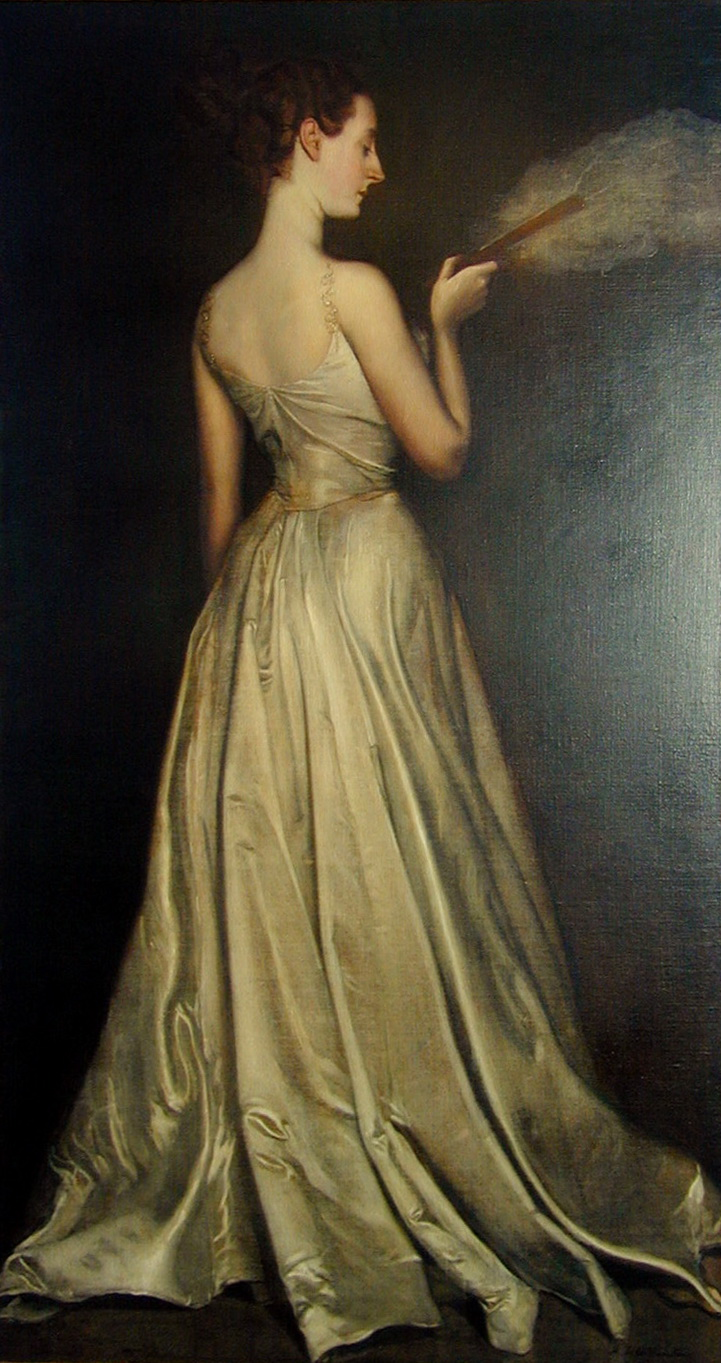
Antonio de la Gándara, Madame Pierre Gautreau, 1898.

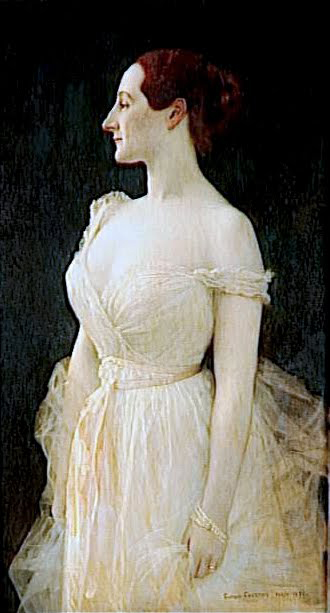
Madame Gautreau, Gustave Courtois, 1891.

Virginie Avegno se convirtió en una dama conocida por su belleza, siempre a la moda, destacando por su encorsetada figura de reloj de arena y su piel de sorprendente palidez azulada. El truco estaba en que se empolvaba la tez con polvos de arroz mezclados con lavanda molida, además de teñir su cabello con henna, y perfilar sus cejas. Causaba admiración debido a su elegancia y extravagante estilo. También atraía mucha atención amorosa que no desalentaba, y sus asuntos extramatrimoniales eran bien conocidos y tema para páginas escandalosas en periódicos sensacionalistas y panfletos. Uno de sus amantes fue el doctor Pozzi, cuyo retrato había sido pintado por el joven aspirante a retratista John Singer Sargent, un antiguo alumno del maestro francés Carolus Duran. Sargent, ansioso de popularidad a través de la notoria reputación de Virginie, pidió al doctor Pozzi que le presentara a ella, lo que resultó en una invitación para Sargent a la Bretaña, al chateau de los Gautreau, Les Chênes, donde Sargent realizó 30 bocetos a lápiz, acuarela y óleo para un retrato de la dama que le fascinaba.

## Madame X

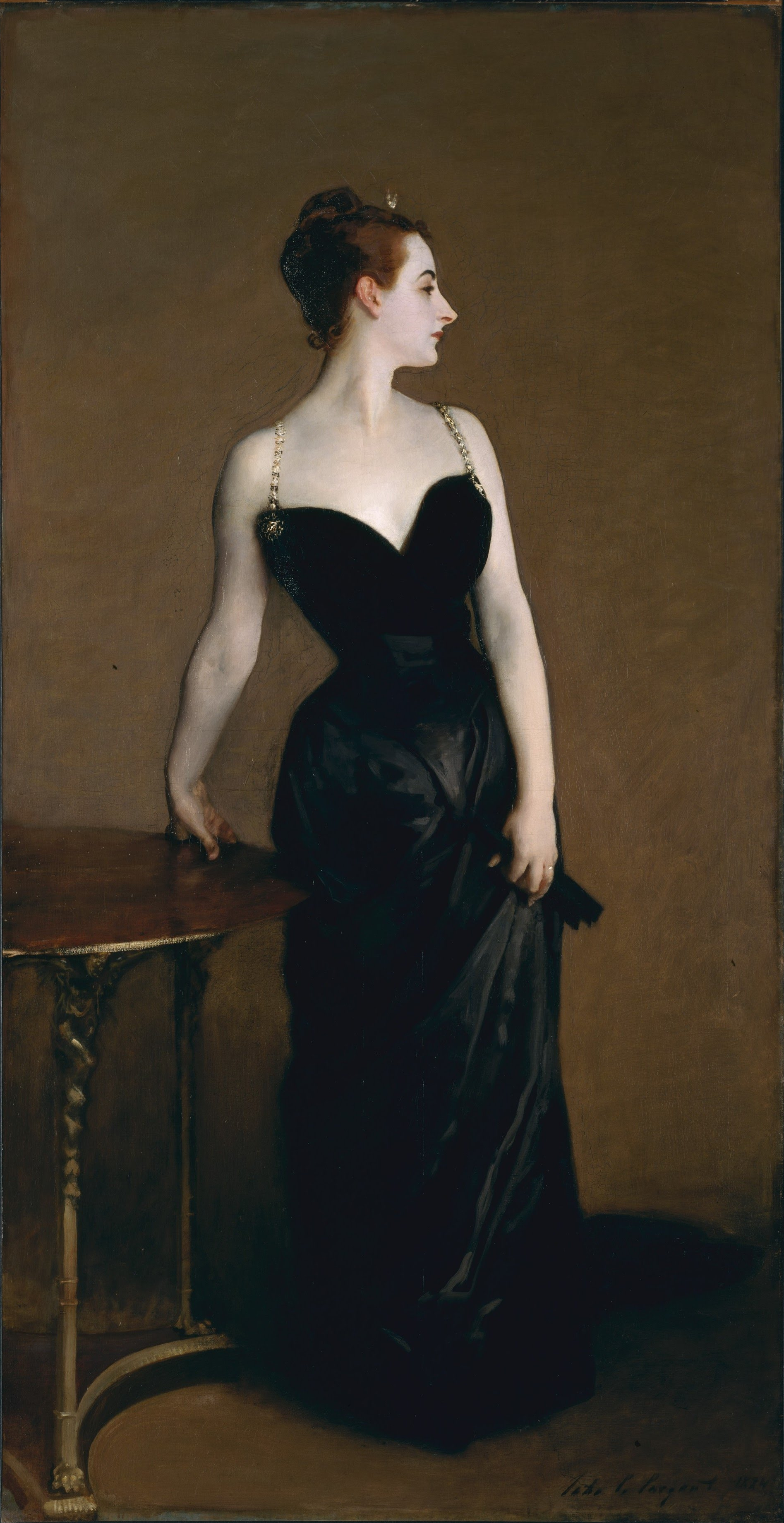
Retrato de Madame X, 1884, Museo Metropolitano de Arte, Nueva York.

Posó para tres pinturas de notables pintores decimonónicos, además de para Sargent, para Gustave Courtois (1891) y Antonio de la Gándara (1898).
Fue el de Sargent presentado en el Salón de 1884 como "Retrato de Madame *** ", el más famoso. La pose altiva y el vestido demasiado revelador hirieron la sensibilidad francesa considerándose una indiscreción al sugerir la reputación de la dama, lo que se tomó por un ultraje escandaloso. Un crítico francés escribió que si uno se paraba ante el retrato durante su exposición en el Salón, "oiría cada maldición en lengua francesa"— los franceses tolerarían el adulterio pero jamás lo admitirían abiertamente, como el retrato parecía insinuar. No era ya extraño que una mujer de la clase social de Virginie posara como modelo (después de todo, ningún escándalo sucedió con sus retratos de Courtois y de la Gándara), pero la obra de Sargent fue vista como un desafío a las convenciones al insinuar el estilo de vida inmoral de la mujer: a pesar del título su identidad era reconocible; con un atrevido traje de noche, sin guantes y con ceñido vestido negro de vertiginoso escote solo sostenido por tirantes de pedrería, uno de ellos caído. Madame Avegno, la madre de Virginie, le rogó a Sargent que retirara el retrato del Salón, pero lo único que hizo fue repintar el tirante en su sitio y renombrar el cuadro como "Retrato de Madame X", para aportar misterio. El escándalo provocó que Sargent dejara de recibir encargos en Francia, por lo que se fue a Londres, donde se convertiría en uno de los más solicitados retratistas de la alta sociedad británica y estadounidense, mientras Gautreau cayó en el ostracismo y se retiró de la sociedad durante algún tiempo.
Para Courtois posó con un vestido blanco, a la moda pero con un tirante otra vez caído, sin suscitar la menor reacción. Antonio de La Gándara la volvió a retratar de cuerpo entero, en una obra titulada Madame Gautreau (1898). La tonalidad, contención del rostro de nuevo de perfil, y estilo del vestido, todo era también más conservador que en la obra de Sargent.

## Muerte
Gautreau falleció en Cannes el 25 de julio de 1915. Fue enterrada en la cripta familiar de los Gautreau en su Chateau des Chênes en Saint-Malo, Bretaña.

## Representación en otros medios de comunicación
- Las historias entrelazadas de Gautreau y Sargent son el tema  de la novela Strapless (2004) de Deborah Davis.
- Gautreau es también el tema de I Am Madame X: A Novel (2004) de Gioia Diliberto.